# Grit Bauer-Revellio
Grit Bauer-Revellio née le 14 janvier 1924 à Stuttgart-Cannstatt, morte le 28 août 2013 à Stuttgart est une architecte allemande.

## Biographie

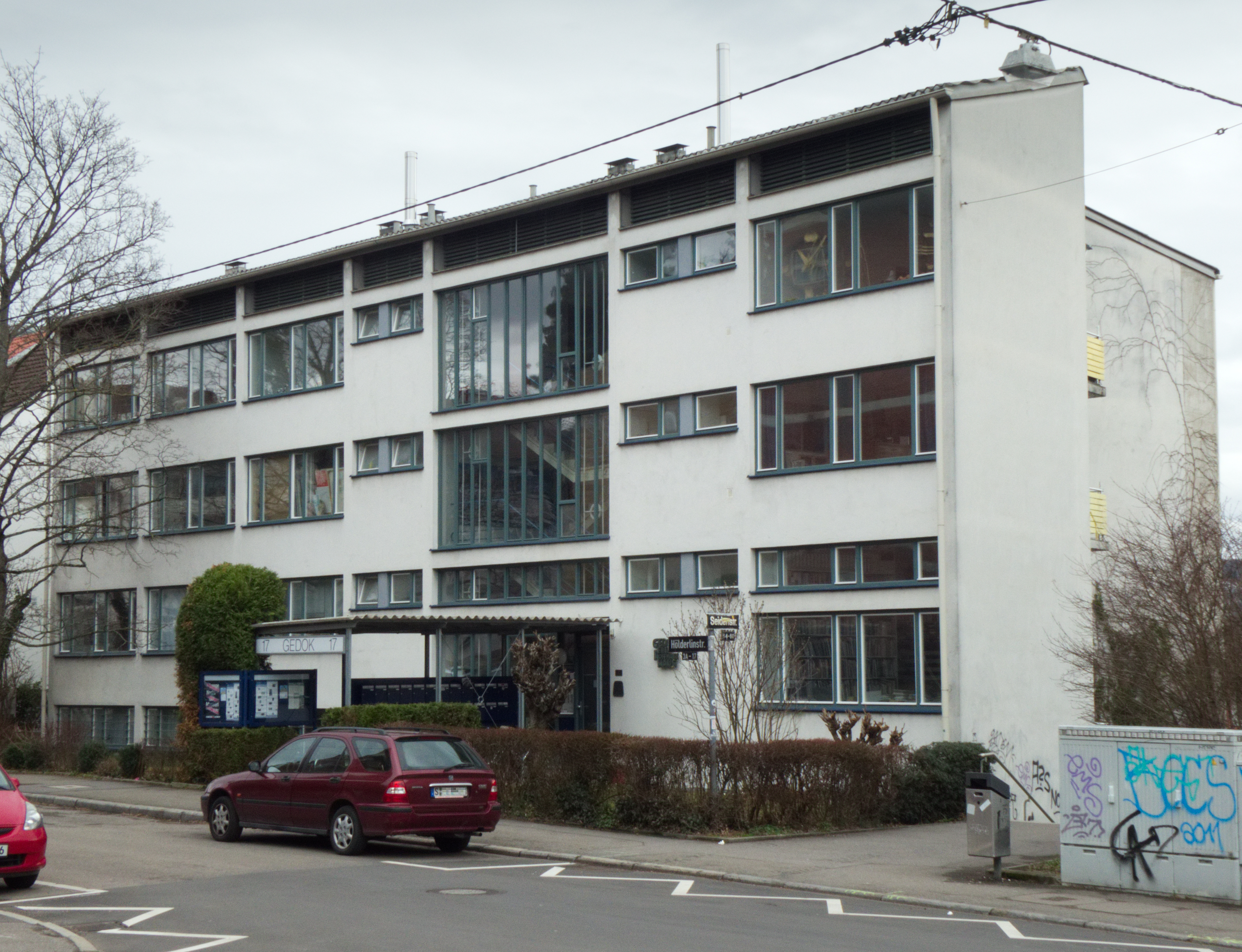
Maison Gedok à Stuttgart, Hölderlinstraße 17 (2017)

Grit Bauer-Revellio grandit dans une famille de quatre enfants. Son père Ludwig Bauer est architecte et entrepreneur en bâtiment Ludwig Bauer à Stuttgart. La famille possède une villa à flanc de colline conçue par Paul Bonatz. En 1942, elle entreprend des études d'architecture à l'Université technique de Stuttgart, qu'elle interrompt rapidement pour suivre un apprentissage de maçon et de charpentier à Innsbruck. En 1945, elle reprend ses études. En 1949, elle réussit l'examen principal du diplôme. Elle rédige son mémoire de diplôme sous la direction de Rolf Gutbrod (de).
Elle travaille comme indépendante pour divers bureaux d'architectes à Stuttgart. En 1952, elle participe au concours d'architecture pour un immeuble d'habitation et d'ateliers pour le GEDOK, une communauté d'artistes-femmes et amatrices d'art allemands et autrichiens, à Stuttgart. Le jury composé de Dieter Oesterlen (de) et Martin Elsaesser. Elle remporte le concours. La maison GEDOK, située Hölderlinstrasse 17 à Stuttgart, est construite entre 1953 et 1954. Elle est livrée en 1955. C'est le projet le plus grand et le plus réussi de Grit Bauer-Revellio. Pour la première fois dans l’histoire de l’architecture, une maison d’habitation et de travail est créée exclusivement pour les femmes artistes, par une architecte. Inspiré par le Neues Bauen et par le style international, elle conçoit un immeuble d'habitation et de studios de cinq étages, compact côté rue et transparent côté sud. Il offre un espace pour 22 ateliers : les grands ateliers de sculpture ont un accès direct au jardin, les ateliers des peintres sont au nord. Les autres pièces de vie et de travail sont orientées au sud et disposent de balcons.
La Maison GEDOK est inscrite sur la liste des monuments culturels du Bade-Wurtemberg depuis 1992. Elle est entièrement rénovée au début des années 2000.

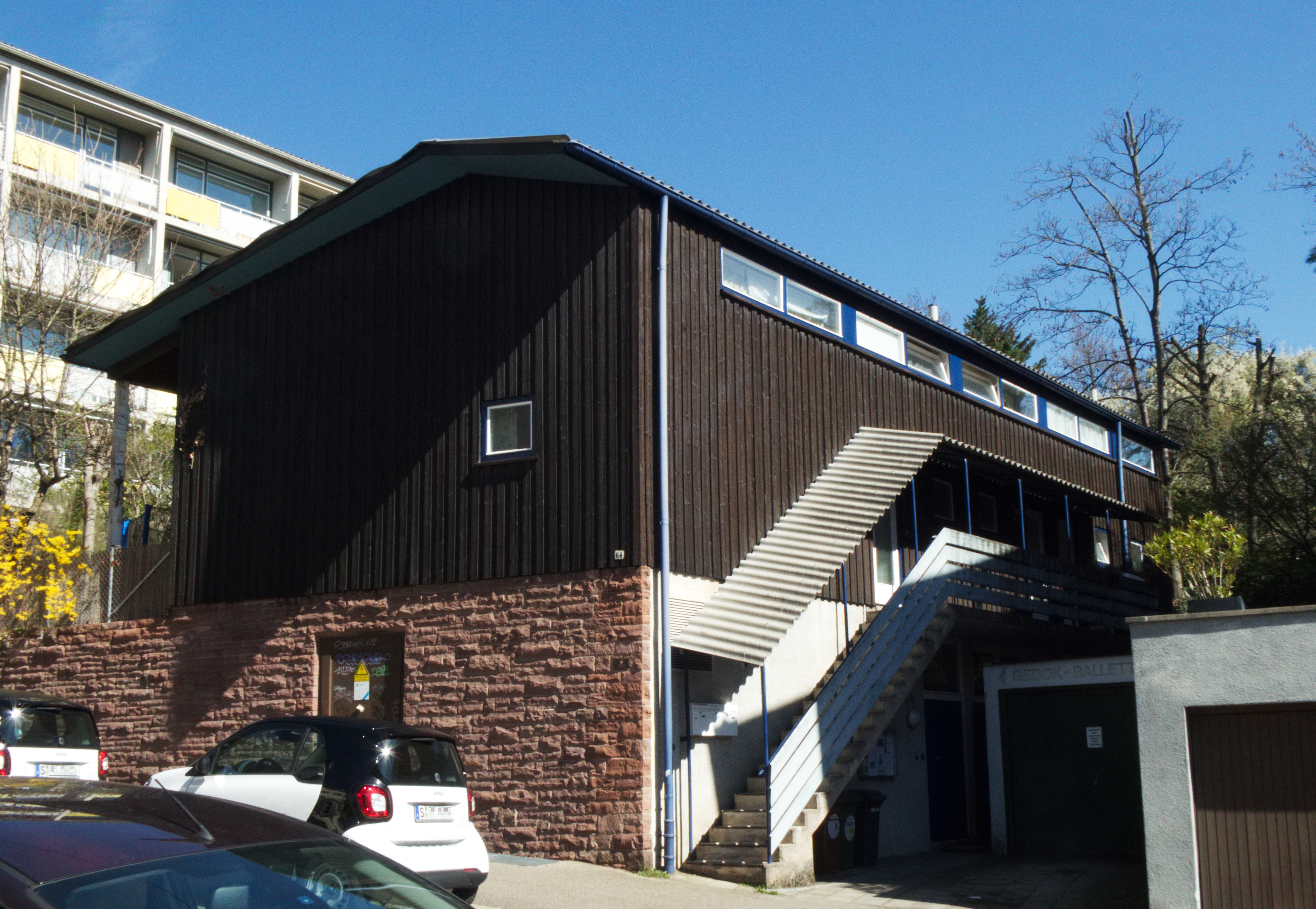
Studio avec jardin à la Seidenstrasse 64 à Stuttgart

En 1956, elle épouse l'architecte Fritz Revellio et donne naissance à trois enfants. Elle ne travaille alors que sur des projets plus petits, souvent avec son mari. En 1958, elle conçoit avec celui-ci, l'atelier-jardin de la Seidenstrasse 64, qui fait partie de l'ensemble GEDOK.

## Prix et distinctions

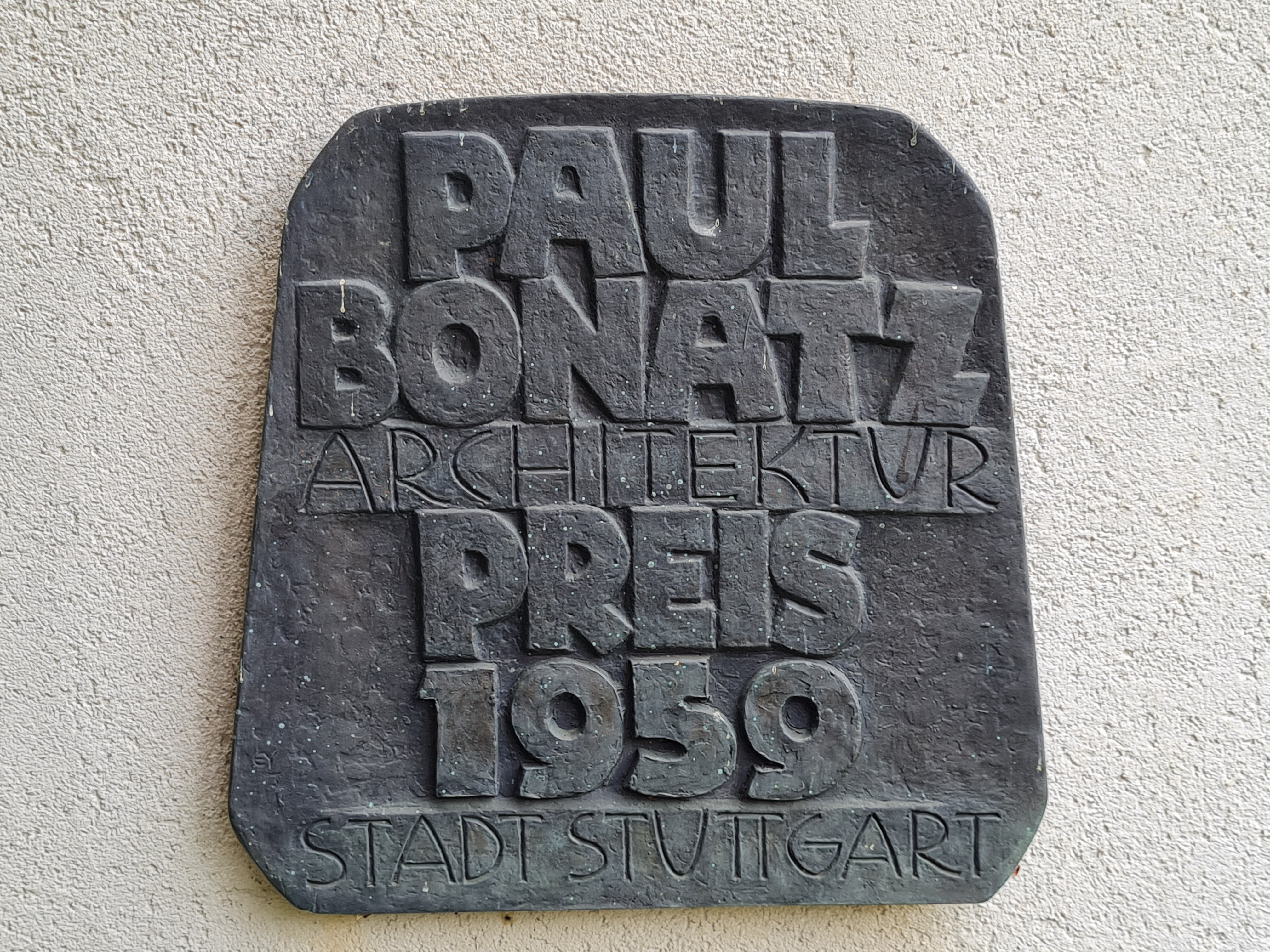
Plaque sur la maison GEDOK de Stuttgart à droite de l'entrée, Hölderlinstraße 17

- prix Paul Bonatz, ville de Stuttgart pour la Maison GEDOK, 1959[4]